# Banks of Eden
Banks of Eden är det svenska progrockbandet The Flower Kings elfte studioalbum. Det är ett comeback-album efter en paus på fem år, under vilken bandet haft paus och ledaren Roine Stolt fokuserat på arbetet med bandet Agents of Mercy.

## Låtlista
1. "Numbers" - 25:20
2. "For The Love Of Gold" - 7:30
3. "Pandemonium" - 6:05
4. "For Those About To Drown" - 6:50
5. "Rising The Imperial" - 7:40

### Disc 2 (endast på digipack - specialutgåva)
1. "Illuminati" - 6:20
2. "Fireghosts" - 5:50
3. "Going Up" - 5:10
4. "LoLines" - 4:40

## Medverkande
- Roine Stolt - gitarr, sång
- Hasse Fröberg - gitarr, sång
- Tomas Bodin - keyboards
- Jonas Reingold - bas, sång, akustisk gitarr
- Felix Lehrmann - trummor, percussion

## Låtskrivare
Alla låtar skrivna av Roine Stolt utom
- "For The Love Of Gold" skriven av Roine Stolt och Tomas Bodin
- "Rising The Imperial" och "Going Up" skrivna av Jonas Reingold